# 中形仿蛙蟹
中形仿蛙蟹（学名：Raninoides intermedius），亦作
中型仿蛙蟹，为蛙蟹科仿蛙蟹属下的一个种。

## 分佈
在中国大陆，分布于南沙群岛等地，生活环境为海水，常见于水深99米以及泥质沙底。其生存的海拔上限为-99米。该物种的模式产地在南沙群岛。

## 外部連結
- 維基物種上的相關：中型仿蛙蟹